# Mohamed Aïssa
 (septembre 2014).
Si vous disposez d'ouvrages ou d'articles de référence ou si vous connaissez des sites web de qualité traitant du thème abordé ici, merci de compléter l'article en donnant les références utiles à sa vérifiabilité et en les liant à la section « Notes et références ».
Mohamed Aïssa, né le 8 septembre 1963 à Rouiba (Algérie), docteur d'État en Sciences islamiques, est un homme politique algérien. Il est ministre des Affaires religieuses et des Wakfs du 5 mai 2014 au 31 mars 2019.

## Biographie
Il a suivi ses études à l’Université d’Alger, diplômé en Sciences islamiques en 1986, il a obtenu ensuite en 1993 un Magistère et un doctorat d’État en Sciences islamique en 1998.
Il a occupé plusieurs postes, dont responsable des unités de recherche scientifique à la Faculté des Sciences Islamiques (Université d'Alger 1999-2000), directeur des Études à la Faculté des Sciences Islamiques (Université d'Alger 1993-1998), directeur central chargé de l'Orientation Religieuse et de l'enseignement coranique au Ministère des Affaires Religieuses et des Wakfs 2001-2012, inspecteur Général du Ministère des Affaires Religieuses et des Wakfs. Il est nommé ministre des Affaires religieuses et des Wafks le 5 mai 2014, dans le Gouvernement Abdelmalek Sellal (3).
Il est l'auteur de plusieurs ouvrages consacrés aux études islamiques.

## Lutte contre le wahhabisme
Depuis sa nomination au Ministère des Affaires religieuse en 2014, le ministre s'est engagé dans la lutte contre le mouvement politico-religieux saoudien, le wahhabisme. L’islam de Cordoue soufie et occidentale  contre le wahhabisme sunnite. C’est la tâche à laquelle il s’attelle. « L’Algérie refuse d’être le terrain de combat et d’affrontement entre deux idéologies extérieures et étrangères. » Dès son entrée, le ministre a affirmé que le  « wahhabisme, unificateur pour son pays d’origine, devient un danger lorsqu’on le greffe à un autre pays. » Son département travaille sur la création d’un observatoire de lutte contre les dérives sectaires et l’extrémisme religieux. 
Ses prises de position irritent le royaume saoudien qui voit d"un mauvais œil son combat contre le wahhabisme en Algérie.
En décembre 2018, il participe à la cérémonie de béatification à Oran des dix-neuf religieux catholiques assassinés pendant la guerre civile. Un événement pour lequel il s'est personnellement impliqué, y voyant un symbole fort pour l'image de l'Algérie dans le monde.

## Vie privée
Mohamed Aïssa est marié et père de 4 enfants.